# Dieudonné Bogmis
Dieudonné Bogmis (* 12. Januar 1955 in Nyanon; † 25. August 2018) war ein kamerunischer Geistlicher und römisch-katholischer Bischof von Eséka. 

## Leben
Dieudonné Bogmis empfing am 30. Juni 1983 die Priesterweihe.
Papst Johannes Paul II. ernannte ihn am 9. Februar 1999 zum Weihbischof in Douala und Titularbischof von Gadiaufala. Die Bischofsweihe spendete ihm der Erzbischof von Douala, Christian Wiyghan Kardinal Tumi, am 10. April desselben Jahres; Mitkonsekratoren waren Roger Pirenne CICM, Bischof von Batouri, und Dieudonné Watio, Bischof von Nkongsamba.
Am 15. Oktober 2004 wurde er durch Johannes Paul II. zum Bischof von Eséka ernannt und am 3. Dezember desselben Jahres in das Amt eingeführt.
Am 25. August 2018 erlag er einem Schlaganfall.

## Einzelnachweis
1. ↑  Cameroun ::Décès de Mgr Dieudonné Bogmis